# Neope romanovi
Neope romanovi är en fjärilsart som beskrevs av John Henry Leech 1890. Neope romanovi ingår i släktet Neope och familjen praktfjärilar. Inga underarter finns listade i Catalogue of Life.